# Xenosiphon
Xenosiphon är ett släkte av stjärnmaskar. Xenosiphon ingår i familjen Sipunculidae.
Kladogram enligt Catalogue of Life:
| Xenosiphon | \| \| Xenosiphon absconditus \| \| \| \| \| \| Xenosiphon branchiatus \| \| \| \| |
|            | \| \| Xenosiphon absconditus \| \| \| \| \| \| Xenosiphon branchiatus \| \| \| \| |
|            | Phascolopsis                                                                      |
|            |                                                                                   |
|            | Siphonomecus                                                                      |
|            |                                                                                   |
|            | Siphonosoma                                                                       |
|            |                                                                                   |
|            | Sipunculus                                                                        |
|            |                                                                                   |
|            | Xenosiphon absconditus                                                            |
|            |                                                                                   |
|            | Xenosiphon branchiatus                                                            |
|            |                                                                                   |

|  | Xenosiphon absconditus |
|  |                        |
|  | Xenosiphon branchiatus |
|  |                        |